# Domínio de Yodo
O Domínio de Yodo (淀藩, Yodo-han) foi um Han do período Edo da história do Japão , o único localizado na Província de Yamashiro. O seu castelo esta localizado na região de Fushimi, Kyōto .
Durante o Batalha de Toba-Fushimi (1868), o Daimyō de Yodo trocou sua lealdade do xogunato para as forças imperiais, a ponto de fechar suas portas e se recusar a dar proteção ao exército em retirada de Tokugawa Yoshinobu  .

## Lista de Daimyōs
- Clã Matsudaira (Hisamitsu) (Shinpan; 35,000 koku)

1. Sadatsuna

- Clã Nagai (Fudai; 100.000 → 736.000 koku)

1. Naomasa
2. Naoyuki

- Clã Ishikawa (Fudai; 60.000 koku)

1. Noriyuki
2. Yoshitaka
3. Fusayoshi

- Clã Matsudaira (Toda) (Fudai; 60.000 koku)

1. Mitsuhiro
2. Mitsuchika

- Clã Matsudaira (Ogyū) (Fudai; 60.000 koku)

1. Norisato

- Clã Inaba (Fudai; 102.000 koku)

1. Masatomo
2. Masatō
3. Masatsune
4. Masachika
5. Masayoshi
6. Masahiro
7. Masanobu
8. Masanari
9. Masaharu
10. Masamori
11. Masayoshi
12. Masakuni